# 低鰭盜目魚
低鰭盜目魚（学名：Lestidiops bathyopteryx ）為輻鰭魚綱仙女魚目帆蜥魚亞目魣蜥魚科的一種，分布於中東太平洋墨西哥Acapulco海域，屬深海魚類，體長可達12.8公分，棲息在中層水域，生活習性不明。